# Vänstra Tümed
Vänstra Tümed är ett mongoliskt baner som lyder under regionhuvudstaden Hohhots stad på prefekturnivå i den autonoma regionen Inre Mongoliet i norra Kina.